# Kovalli, Bilgi
Kovalli là một làng thuộc tehsil Bilgi, huyện Bagalkot, bang Karnataka, Ấn Độ.